# Spartopyge miranda
Spartopyge miranda är en insektsart som beskrevs av Knull 1951. Spartopyge miranda ingår i släktet Spartopyge och familjen dvärgstritar. Inga underarter finns listade i Catalogue of Life.